# 松若勲
松若 勲（まつわか いさお、1944年3月1日 - 1977年11月5日）は、かつて日本中央競馬会に所属していた元騎手。

## 経歴・人物
鹿児島県川内市生まれ。増本勇厩舎に見習騎手として入り、1965年3月にデビューした。
デビュー年に14勝を挙げ、2年目には18勝、3年目にも9勝をマークし減量騎手を卒業したが、その後は騎乗馬には恵まれなかった。1976年には規定騎乗数の60回に足りず、騎手免許の更新が危ぶまれたが、関係者の努力と、その真面目な性格を日本中央競馬会が認め、免許更新の許可がおりたということもあり、競馬関係者からは親しまれていた。また山本正司厩舎に転厩し、心機一転を図ったさなかで事故に遭遇した。

### 事故の顛末
1977年11月5日、京都競馬場の第9競走（ダート・1400メートル）は18頭立ての多頭数で、前日までの雨の影響で重馬場でのレースとなり、松若はトウホーフラワーに騎乗していた。多頭数のなかで先行争いが激化して先団がごちゃつくなか、第3 - 第4コーナーの中間点で、エスプレッソローマ（高山吉司騎乗）が先行馬に触れて落馬した。後方にいた各馬は、重馬場のせいもあって視界が利かず、またダートコースの幅員が狭いコーナー地点での事故で避ける間もなく、6頭の馬が先に転倒した馬に触れて落馬していった。
落馬の際、松若は頭蓋底骨折の怪我を負い、救護室に搬送されたものの、その場で死亡が確認された（即死状態）。即死の原因は着用していたヘルメットが落馬の衝撃で外れたためと言われている。通算成績は906戦80勝・2着102回・3着88回・着外636回だった。
1977年は、落馬死亡事故が相次いでいたが、その中で発生したこの7頭落馬事故は衝撃的な事故であった。この事故を契機に、狭い幅員のコースの改良や、出走頭数の制限などの安全対策が検討されることになった。

### その他の騎手の容態
- 高山吉司：鎖骨骨折・頭部外傷（騎乗馬：エスプレッソローマ）
- 出口隆義：手指骨折・頭部外傷（騎乗馬：ヤクモワン）
- 加用正：手指骨折・頭部外傷（騎乗馬：ファインコス）
- 中西武信：頭部外傷・腰部打撲 （騎乗馬：タカノハムソウ）
- 村本善之：頭部外傷（騎乗馬：ニチドウランカス）
- 鹿戸明：頭部外傷・大腿部打撲（騎乗馬：ニホンピロオリオン）